# Раудмец, Иван Иванович
Иван Иванович Раудмец (эст. Johannes Raudmets, 1892—1937) — советский военачальник, кавалер двух орденов Красного Знамени, комдив (1935).

## Биография
Иван Раудмец (Иоганнес Раудметс) родился 1 января 1892 года. По национальности эстонец. Был призван на службу в царскую армию. В 1915 году окончил военное училище. Принимал участие в Первой мировой войне, имел звание капитана. В марте 1918 года Раудмец добровольно пошёл на службу в Рабоче-крестьянскую Красную Армию.
Командовал батальоном 4-й Петроградской стрелковой дивизии, затем стал помощником командира 5-го стрелкового полка, командиром 14-го Нарвского коммунистического полка. Позднее также командовал 156-м, 157-м стрелковыми полками, затем руководил Шенкурским районом. С июня 1919 года командовал 2-й бригадой 18-й стрелковой дивизии, с августа того же года — 2-й бригадой 52-й стрелковой дивизии, с сентября — 52-й стрелковой дивизии. С августа 1920 года Раудмец командовал 15-й стрелковой дивизией. Участвовал в Перекопско-Чонгарской операции 1920 года и разгроме армии генерала Врангеля. За отличия в боях был награждён двумя орденами Красного Знамени РСФСР (Приказ Революционного военного совета Республики № 42 в 1921 году; Приказ Революционного военного совета Республики № 140 в 1922 году). Будучи командиром дивизии, использовал силы личного состава для помощи населению деревни в проведении сельскохозяйственных работ, строительства военного городка («Красные казармы» в городе Николаеве).
После окончания войны Раудмец продолжил службу в Рабоче-крестьянской Красной Армии. В 1924 году окончил Высшие академические курсы, после чего командовал 48-й стрелковой дивизией. С 1924 года служил на должностях начальника снабжения Московского военного округа, комендантом Полоцкого укреплённого района в Белорусской ССР, командиром 99-й стрелковой дивизии, затем комендантом Новоград-Волынского укреплённого района. С 1937 года Раудмец был комендантом 12-го Могилёв-Подольского укреплённого района.
11 июня 1937 года комдив Раудмец был арестован органами НКВД СССР. 9 сентября 1937 года Военная коллегия Верховного Суда СССР признала его виновным и приговорила к высшей мере наказания — смертной казни. Приговор был приведён в исполнение в тот же день.
Решением Военной коллегии Верховного Суда СССР от 4 августа 1966 года Иван Иванович Раудмец был посмертно реабилитирован.

## Награды
- Два ордена Красного Знамени (7.02.1921, 9.06.1922)[3]